# イングランドアマチュアボクシング協会
イングランドアマチュアボクシング協会（英語: Amateur Boxing Association of England）は、イングランドにおけるアマチュアボクシングの統括組織である。スコットランド・ウェールズにも独立した同様の組織が存在しており、北アイルランドは統一アイルランドにて管轄されている。
1880年創設。翌1881年よりABA選手権を開催。
国際ボクシング協会 (IBA) 及びヨーロッパボクシング連盟 (EUBC) に加盟している。